# ザ・サタデイズ
ザ・サタデイズ（英語: The Saturdays）は、イギリスの女性アイドル・グループ。

## 略歴
2007年6月に結成。2008年のデビュー・シングル「If This Is Love」はデビュー作ながら全英シングルチャートのトップ10にチャートイン。その後も順調にリリースとヒットを重ね、2013年のシングル「What About Us」では初の全英チャート1位、アメリカでもチャートインを果たした。2014年に初のベスト盤をリリースして以降は活動を休止しており、メンバー各自ソロ活動を行っている。
フランキー・サンドフォードとロシェル・ワイズマンはグループを結成する前、S Club juniorsでも一緒だった。

## メンバー
- モリー・キング (Mollie King、1987年6月4日 - )
- ウナ・ヘアリー (Una Healy、1981年10月10日 - )
- フランキー・サンドフォード (Frankie Sandford、1989年1月14日 - )
- ヴァネッサ・ホワイト (Vanessa White、1989年10月30日 - )
- ロシェル・ワイスマン (Rochelle Wiseman、1989年3月21日 - )

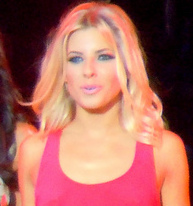
モリー・キング
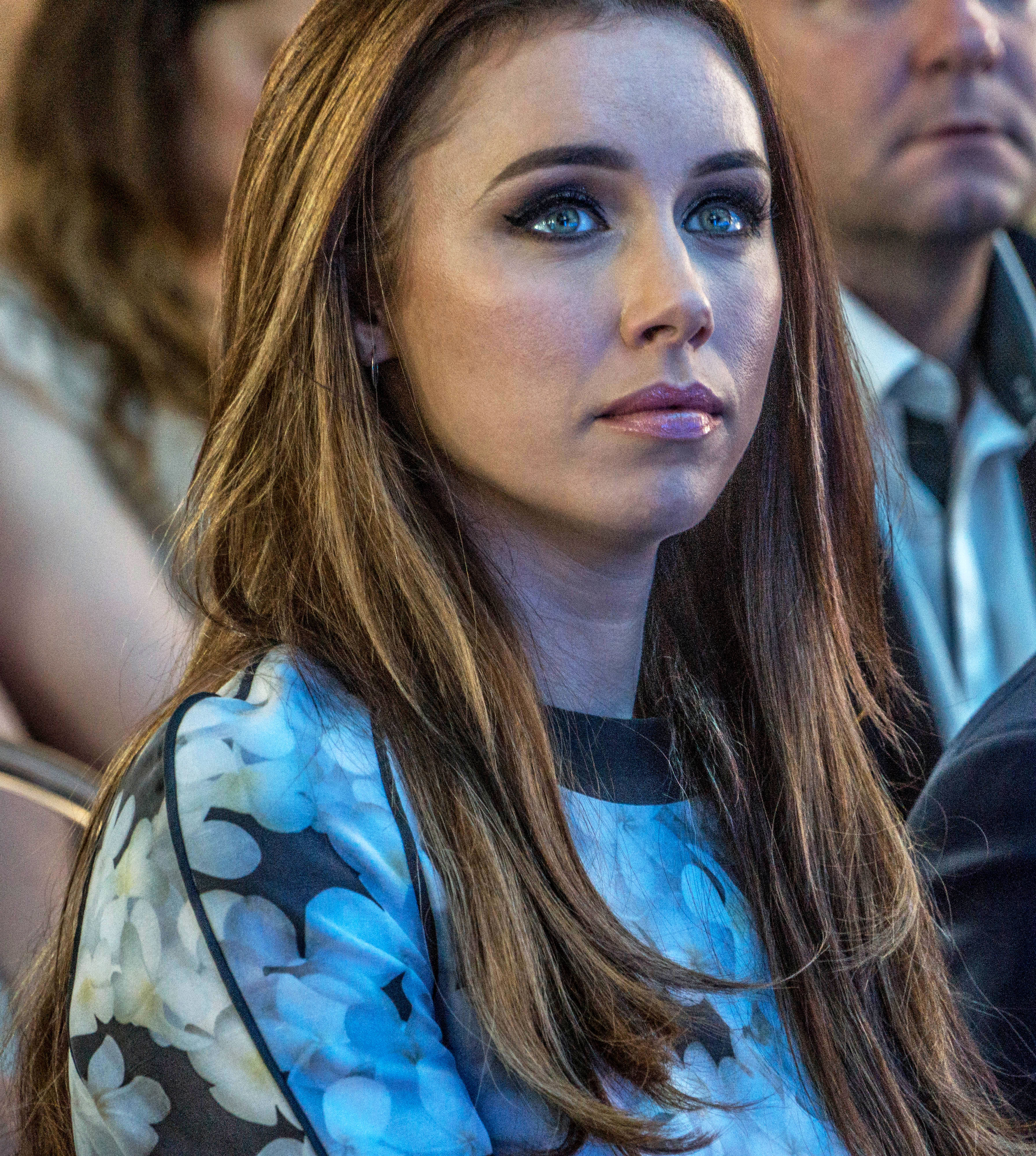
ウナ・ヘアリー
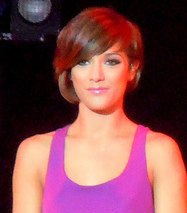
フランキー・サンドフォード
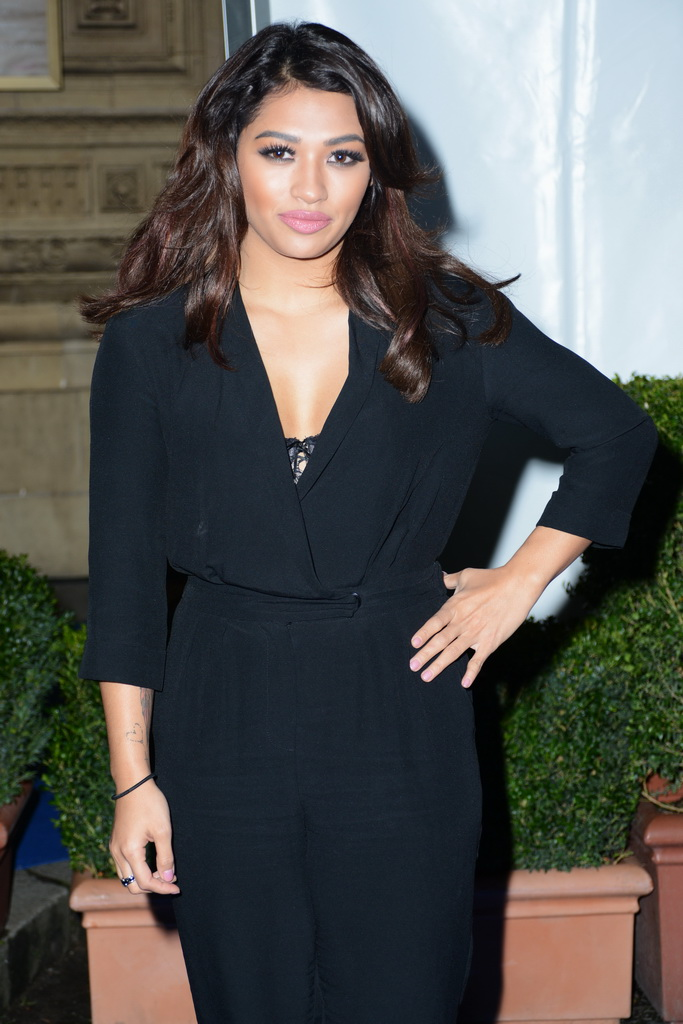
ヴァネッサ・ホワイト
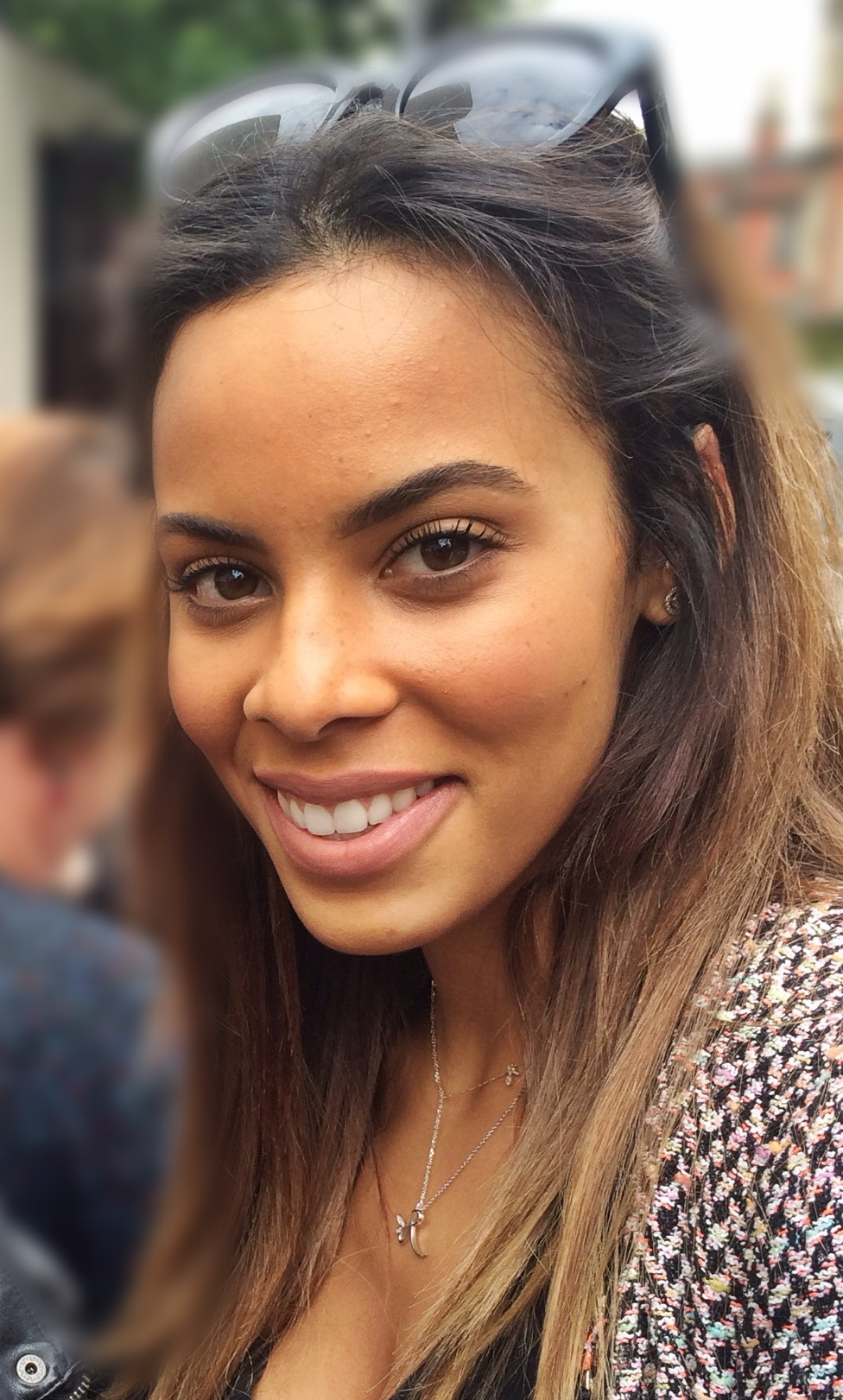
ロシェル・ワイスマン

## ディスコグラフィ

### スタジオ・アルバム
- Chasing Lights (2008年)
- Wordshaker (2009年)
- On Your Radar (2011年)
- Living for the Weekend (2013年)

### EP
- Headlines! (2010年)
- Chasing the Saturdays (2013年)

### コンピレーション・アルバム
- Finest Selection: The Greatest Hits (2014年)